# Прайс, Родмэн Маккэмли
Родман Мак Кэмли Прайс (5 мая 1816 — 7 июня 1894) — американский морской офицер, бизнесмен и политик Демократической партии, который занимал пост 17-го губернатора Нью-Джерси с 1854 по 1857 год. Он также работал над созданием американского правительства в Калифорнии и был членом первого городского совета Сан-Франциско, где стал магнатом в сфере недвижимости. Он представлял Нью-Джерси в Палате представителей США в течение одного срока с 1851 по 1853 год.

## Биография и карьера
Родман Маккэмли Прайс родился 5 мая 1816 года в тауншипе Франкфорд, штат Нью-Джерси. Его дед и двоюродный дедушка были квартирмейстерами Континентальной армии, а позже торговцами.
Он посещал государственные школы Нью-Йорка и Лоуренсвилльскую академию. Прайс изучал классическую литературу в колледже Нью-Джерси (ныне Принстонский университет), но не закончил его из-за болезни. Он изучал юриспруденцию, но никогда не практиковал, решив вместо этого заняться комиссионным бизнесом в Нью-Йорке.

## Военно-морская карьера, американо-мексиканская война и Калифорния
Используя семейные связи в администрации Мартина Ван Бюрена, Прайс получил назначение казначеем в военно-морской флот Соединенных Штатов в 1840 году. Его первые назначения пришлись на мирное время, и он плавал на борту кораблей USS Fulton и USS Missouri. В июле 1843 года Прайс находился на борту "Миссури", совершавшего плавание в качестве одного из первых паровых военных кораблей, пересекших Атлантический океан.
Находясь у берегов Гибралтара, "Миссури" потерпел крушение в результате несчастного случая, и Прайс провел некоторое время в качестве гостя британского консула в Гибралтаре, прежде чем отправиться в путешествие по Пиренейскому полуострову. Он встретился с известным американским писателем Вашингтоном Ирвингом, занимавшим пост посла Соединенных Штатов в Испании, и помог Ирвингу в написании биографии Христофора Колумба. Перед возвращением на службу он также посетил Париж. Прайс вернулся в Военно-морской флот на военном шлюпе USS Cyane, входившем в Тихоокеанскую эскадру Джона Д. Слоута, где он служил казначеем.

### Сан-Франциско
В 1848 году он вернулся в Нью-Йорк, чтобы получить назначение на должность каюра Тихоокеанской эскадры. Он переехал в новую штаб-квартиру в Сан-Франциско, где занимался снабжением и выплатой жалования кораблям, курсирующим между Монтереем и Гонолулу.
Когда в Калифорнии началась «Золотая лихорадка», в результате которой возросли цены на товары, во флоте рассчитывали, что Прайс установит гегемонию американского кредита и предотвратит утечку золотых слитков в Лондон. Вместо этого он обогатился как магнат недвижимости и занялся политикой. Он был избран в первый Общий совет Сан-Франциско и стал сторонником проекта городской пристани Лонг-Уорф. В августе 1849 года он был «отстранен» от службы на Тихоокеанской эскадре за несанкционированные тратты специй в Таможенном доме и пренебрежение ежеквартальными отчетами о расходах.
В сентябре 1849 года он был делегатом первого конституционного съезда Калифорнии и занял третье место на ноябрьских выборах в инаугурационные палаты представителей Соединенных Штатов от нового штата. С 6 августа 1849 года по 10 января 1850 года он работал в первом аюнтамиенто Сан-Франциско. Он вернулся в Вашингтон, чтобы отчитаться, но на обратном пути его пароход «Орлеан Сент-Джон» загорелся на реке Алабама. Прайс заявил, что его платежные ведомости были уничтожены во время пожара, что запутало его дело и привело к многолетним судебным разбирательствам по поводу 88 000 долларов неучтенных средств ВМФ.
28 декабря 1849 года он купил Ранчо Сан-Джеронимо у своего сослуживца, морского офицера Джозефа Уоррена Ревера, за 7500 долларов. Прибыль от экспорта древесины из этого поместья они должны были разделить между собой. 6 августа 1851 года Прайс купил оставшуюся часть владений Ревера за 8000 долларов.

## США Палата представителей (1851-1853)
Покинув Калифорнию, Прайс купил особняк в Хобокене и вступил в товарищество на Уолл-стрит, чтобы управлять своими калифорнийскими активами и спекулировать калифорнийской недвижимостью. В 1850 году отец Прайса и Роберт Филд Стоктон, который был знаком с Прайсом еще со времен работы Стоктона военным губернатором, организовали выдвижение Прайса на пост представителя США от пятого округа конгресса штата, состоявшего из округов Берген, Эссекс, Гудзон и Пассаик. Из-за раскола в партии вигов после Компромисса 1850 года Прайс был с трудом избран в обычно вигском округе.
Прайс не был активным членом Палаты представителей и пробыл на своем посту всего один срок, в основном сосредоточившись на сделках с недвижимостью в Калифорнии и работе с избирателями. Он участвовал только в одной дискуссии в Палате представителей, выступив за пересмотр военного положения на борту кораблей ВМФ. Он утверждал, что традиционная порка приводит к «хорошо организованному, хорошо дисциплинированному кораблю», но что суммарные военные суды должны заменить право капитана наказывать в море. Он проиграл перевыборы в 1852 году и вернулся домой, чтобы сосредоточиться на своих имущественных интересах.

## Губернатор Нью-Джерси

### Выборы 1853 года
В 1853 году Прайс был привлечен к участию в выборах губернатора от демократов. Критики вигов нападали на него за его связи с «Совместными компаниями» — так назывался конгломерат, образовавшийся в результате слияния компании канала Делавэр и Раритан с железной дорогой Камден и Амбой, которая фактически обладала монополией на перевозки, а также за его проживание в Калифорнии, что, по мнению некоторых, лишало его права занимать должность. 

### Срок пребывания на посту
Став губернатором, Прайс придерживался стандартной джексоновской демократической риторики, критикуя безудержную консолидацию корпораций, бумажные банкноты и государственные расходы. Чтобы выполнить свое предвыборное обещание о реформах, Прайс поддержал Комиссию по реформе законодательства для реорганизации судебной системы штата, достигнув компромисса с вигами о принятии реформ в обмен на большее количество назначений вигских судей на скамью подсудимых.
В ответ на протестантский нативизм в штате Прайс предложил законодательному органу ввести ограниченный мораторий на натурализацию в период, предшествующий выборам, и проигнорировал призывы к запрету спиртного и салунов при условии, что законодательный орган будет поддерживать «конституционные права». Прайс выступал за местный контроль над вопросом о рабстве, особенно в Канзасе, и вел кампанию от имени Джеймса Бьюкенена и Фернандо Вуда в 1856 г.. По настоянию сельскохозяйственных обществ и промышленников Северного Джерси Прайс также создал первую геологическую службу штата, покрывая расходы за счет продажи карт почв и полезных ископаемых штата европейским инвесторам.

#### Транспорт
Прайс предлагал отказаться от системы городских дорожных комиссаров в пользу управления в масштабах округа, но его постоянно блокировали те, кто полагался на дорожные комиссии как на прибыльные патронажные должности. В ответ на возмущение грузоотправителей Джерси в связи с быстрым расширением манхэттенских пристаней на реке Гудзон Прайс и губернатор Нью-Йорка Майрон Кларк создали комиссию по порту, чтобы выяснить, не мешает ли строительство течению реки, и рекомендовать официальные линии переборок, что стало первым шагом в регулировании межгосударственных портов. Он также назначил первый совет лоцманов, чтобы защитить операторов Ньюарка и Джерси-Сити, пытающихся сохранить часть импорта из Ливерпуля.

#### Образование
Прайса иногда считают отцом системы государственных школ Нью-Джерси; в ответ на два десятилетия призывов к развитию государственного образования он подписал первый закон о создании нормальных школ штата, превратив профессиональное образование в важное лобби на уровне штата. Его деятельность опиралась на предыдущие усилия губернаторов-демократов Дэниела Хейнса и Джорджа Ф. Форта. Прайс сам участвовал в работе Сассекского института 1854 года и призывал штат поддержать его распространение на все графства. В январе 1855 года он призвал к созданию государственной учебной школы и разработал законопроект о создании Трентонской школы.

## Дальнейшая карьера
Запрещенный Конституцией Нью-Джерси на второй срок, Прайс безуспешно пытался занять пост посла в Мексике при президенте Бьюкенене.
Вместо этого Прайс посвятил себя бизнесу, особенно в тех отраслях, которые расцвели при его губернаторской политике. Вместе со своим деловым партнером Хорасом П. Рассом он занялся разработкой карьера на реке Хакенсак, принадлежавшего его отцу, и использовал полученные минералы для производства дорожного покрытия для строительных проектов Расса в Нью-Йорке, Бруклине и Филадельфии. Еще будучи в должности, Прайс и его отец основали частную паромную переправу из Уихокена в Нью-Йорк; ее флагманское судно было названо «Родман М. Прайс». Прайс также наладил торговлю баржами на внутренних водных путях штата Нью-Йорк и занимался спекуляцией землей на юге Бергенских холмов.
Во время Гражданской войны в США Прайс практически не занимался политикой, за исключением участия в качестве одного из девяти делегатов от штата в мирной конференции 1861 года и редакционной статьи от 4 апреля 1861 года, призывающей жителей Нью-Джерси не брать в руки оружие. Остаток жизни он провел как фермер-джентльмен и испытывал финансовые трудности после смерти отца; его различные предприятия терпели крах до 1890 года, когда Конгресс США предоставил ему билль о помощи по его давним претензиям к военно-морским силам. Эти деньги были немедленно ассигнованы на погашение другого долга, возникшего из-за его владений недвижимостью в Калифорнии. 
Перед смертью он провел некоторое время в тюрьме для должников в тюрьме Хакенсака.

## Смерть
Прайс умер в Окленде, Нью-Джерси, 7 июня 1894 г. Он был похоронен на Реформатском кладбище в Мауа, Нью-Джерси.